# 南開賽
南開賽（法語：Sud-Kasaï）是位於剛果（利）（今剛果民主共和國）內的一個半獨立地區。剛果（利）獨立之後，南開賽地區一度和加丹加一樣局勢不穩。但與加丹加不同的是，南開賽並沒有公開宣稱完全獨立脫離剛果（利）。1961年12月，聯合國和剛果（利）軍隊佔領南開賽，南開賽隨之被併入剛果（利）。